# Víctor (football, 1976)
Pour les articles homonymes, voir Victor.

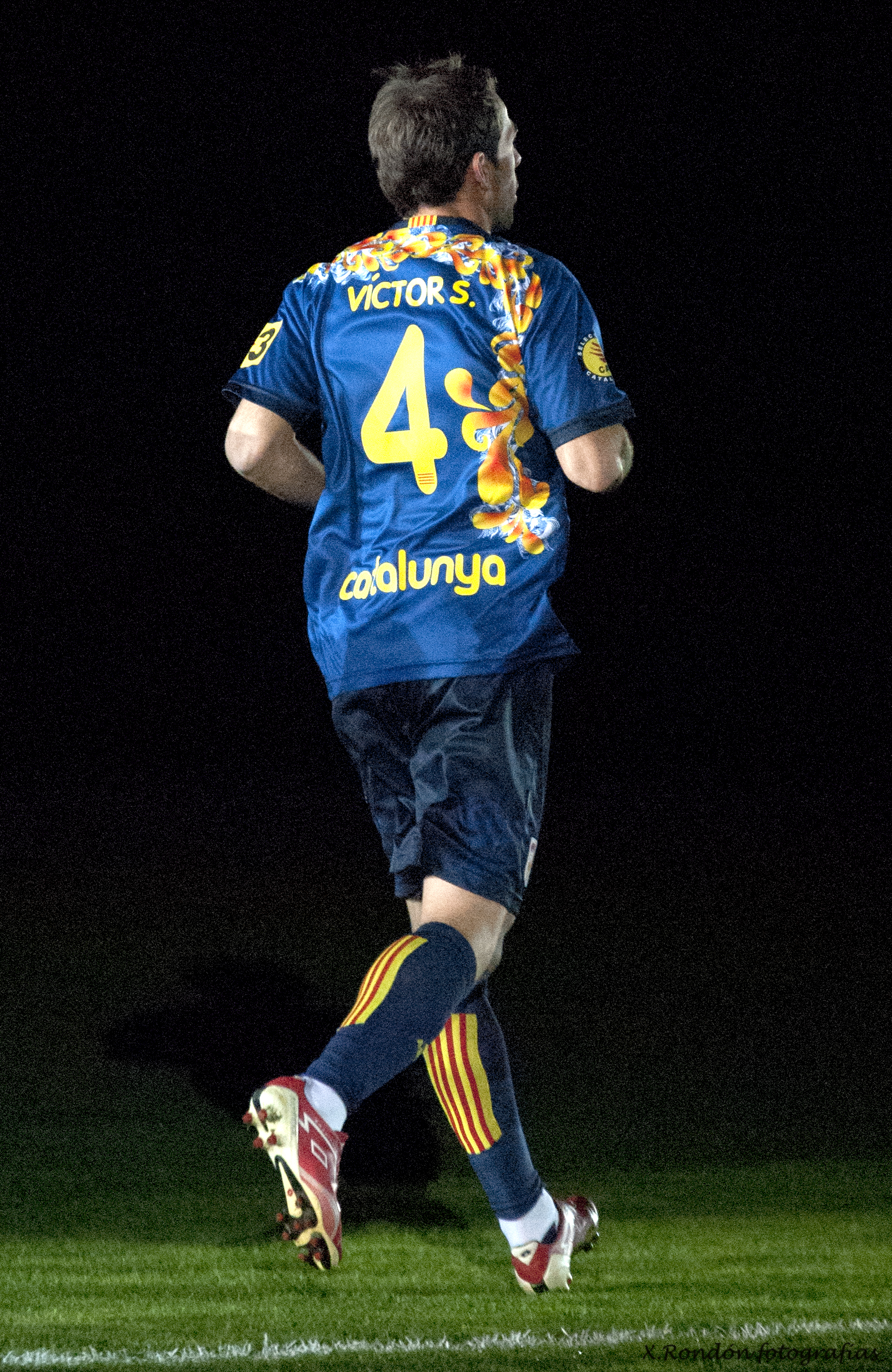

Víctor Sánchez del Amo, plus connu sous son prénom Víctor, né le 23 février 1976 à Madrid, est un footballeur international espagnol reconverti en entraîneur. Il jouait au poste de milieu de terrain droit.

## Biographie

### Joueur
À l'âge de onze ans, Víctor Sánchez del Amo rejoint les équipes juniors du Real Madrid, lors de l'année 1987.
Il débute en première division avec le Real lors de la saison 1995-1996, sous les ordres de l'entraîneur Arsenio Iglesias. La saison suivante, il est titulaire avec l'entraîneur Fabio Capello, et remporte le championnat d'Espagne.
En juin 1998, après avoir gagné la Ligue des champions avec l'entraîneur Jupp Heynckes, il rejoint le Racing de Santander. Puis en 1999, il est recruté par le Deportivo La Corogne de Javier Irureta où il reste jusqu'en 2006, remportant au passage un championnat d'Espagne en 2000 et une Coupe d'Espagne en 2002.
En 2006, il rejoint le Panathinaïkos où il joue peu en raison d'une tendinite. Il met un terme à sa carrière de joueur en 2008 après une saison dans les rangs de l'Elche CF.
Au total, il dispute 310 matchs en première division espagnole, pour 49 buts inscrits, avec les clubs du Real Madrid, du Racing de Santander et du Deportivo La Corogne. Il joue également 51 matchs en Ligue des champions.

### Équipe nationale
Víctor Sánchez del Amo débute avec l'équipe d'Espagne des moins de 21 ans le 8 octobre 1996 lors d'un match face à la Tchéquie à Prague. Il joue 12 fois avec la sélection des moins de 21 ans, marque trois buts et remporte le championnat d'Europe en 1998.
Il débute en équipe d'Espagne A le 16 août 2000 lors d'un match amical face à l'Allemagne. Il joue en tout huit matchs avec l'Espagne (trois victoires, trois nuls et deux défaites).

### Entraîneur
En décembre 2010, Víctor Sánchez del Amo devient l'assistant de l'entraîneur de Getafe CF, Míchel. À partir du 7 février 2011, il est l'assistant de Míchel mais au Séville FC.
Le 6 février 2012, il rejoint l'Olympiakos, toujours en tant qu'assistant de Míchel, avec qui il remporte deux championnats et une Coupe de Grèce. Il quitte l'Olympiakos le 30 juin 2014.
Le 9 avril 2015, Víctor Sánchez del Amo devient entraîneur du Deportivo La Corogne en remplacement de Víctor Fernández alors que le club galicien se bat pour le maintien en D1. Le Deportivo parvient à se maintenir de justesse en D1 au terme de la saison en faisant match nul 2 à 2 face au FC Barcelone au Camp Nou.
Au terme de la saison 2015-2016, le Deportivo se sépare de Víctor Sánchez del Amo.
Le 23 juin 2016, il est recruté par le club grec d'Olympiakos. À la suite de l'élimination du club en tour préliminaire de la Ligue des champions, Sánchez del Amo est démis de ses fonctions et remplacé le 8 août 2016 par Paulo Bento.
Le 11 novembre 2016, il rejoint le Betis Séville où il succède à Gustavo Poyet. Il réussit à maintenir le club en D1 mais il est tout de même limogé à deux journées de la fin du championnat.

## Palmarès
Avec le Real Madrid :
- Vainqueur de la Ligue des champions en 1998
- Champion d'Espagne en 1997
- Vainqueur de la Supercoupe d'Espagne en 1997

Avec le Deportivo La Corogne :
- Champion d'Espagne en 2000
- Vainqueur de la Coupe d'Espagne en 2002
- Vainqueur de la Supercoupe d'Espagne en 2000 et 2002

Avec l'équipe d'Espagne des moins de 21 ans :
- Champion d'Europe espoirs en 1998